# Ordem do Céu Azul e do Sol Branco
A Ordem do Céu Azul e do Sol Branco com Grande Cordão (em chinês :青天白日勳章 ou 青天白日勛章) é a segunda maior condecoração militar da República da China. Criada em 1929, é premiado por "contribuições excepcionais para a segurança nacional sob invasão estrangeira" e é abaixo apenas da Ordem da Glória Nacional. O nome e o desenho vêm do Céu Azul com um Sol Branco, símbolo da República da China e do Kuomintang.
Ao contrário de muitas outras medalhas da República da China, Ordem do Céu Azul e do Sol Branco vem apenas como uma medalha de primeira classe, sem vários graus de recomendação; desde 1981, é presenteado com o Grande Cordão, uma fita muito grande, neste caso, uma fita branca com bordas vermelhas e azuis. Antes disso, vinha com uma fita lisa que é a versão menor do grande cordão moderno.
Esta medalha é usada no meio da lapela esquerda quando vestindo uniformes militares, e a fita grande é inclinada do ombro direito para o lado esquerdo; quando vestindo uniformes militares, você deve usar a barreta da medalha, e quando usado junto com outras medalhas, sua posição está atrás da Medalha Guoguang, antes da Medalha Boyding.

## Agraciados notáveis
- Albert C. Wedemeyer, por seu papel na reorganização do treinamento do exército chinês.
- Chen Qingkun (陳慶堃), por seu papel principal na fuga do rio Yangtzé (長江突圍) durante a guerra civil em 1949, fugindo dos comunistas depois que seu almirante rendeu-se aos comunistas.
- Chiang Chung-ling ex-ministro da Defesa.
- Claire Lee Chennault, por sua ajuda na defesa da China durante a Segunda Guerra Mundial.
- Gao Youxin, um dos melhores pilotos de caça da China durante a Segunda Guerra Sino-Japonesa e Segunda Guerra Mundial.
- Huang Baitao, por sua campanha em Henã em 1948.
- Hu Lien, Hu comandou a 11ª Divisão e defendeu o oeste de Hubei. Esta foi a rota mais fácil para capturar a capital da China, Chungking, para o exército japonês, mas Hu lutou bravamente e derrotou os japoneses.
- Xie Jinyuan, por sua defesa do Armazém Sihang em Xangai durante o início da Segunda Guerra Sino-Japonesa.
- Zhang Zizhong, um dos oficiais aliados de mais alta patente mortos em ação na Segunda Guerra Mundial.
- General Shen Yi-ming, concedida postumamente quando o general morreu na queda de um Black Hawk ao lado de 7 outros altos oficiais militares.[2][3] Ele servia como Chefe do Estado-Maior das Forças Armadas da República da China no momento de sua morte.[4][5]
- Xue Yue (薛岳) por seu papel na luta contra as forças japonesas em Changsha, Hunan.